# Gran Premio motociclistico dell'Ulster 1949
Il Gran Premio dell'Ulster corso il 20 agosto 1949 sul Circuito di Clady, è la quinta gara del motomondiale 1949, e rappresenta la 21ª edizione del GP dell'Ulster.
Anche in questo caso, come nel Gran Premio precedente, le classi in gara sono tre: 250, 350 e 500. Per la Classe 350 si tratta della prova conclusiva del campionato, comunque già assegnato matematicamente a Freddie Frith. Le categorie assenti (125 e Sidecar) concluderanno invece il campionato 1949 due settimane più tardi, sul circuito di Monza. Tutte le gare si sono disputate domenica 20 agosto, un mese dopo il GP del Belgio.
Caratteristica peculiare del GP dell'Ulster è che tutte le categorie corrono insieme, anche se su distanze differenti e con classifiche separate. Questo dettaglio ha ripercussioni anche sulle classifiche di campionato, dato che impedisce ai piloti di correre in più categorie nello stesso Gran Premio. Si tratta inoltre del Gran Premio più lungo (quasi 400 km per le 500) e con la velocità media più alta del Motomondiale 1949.
Leslie Graham, grazie alla seconda vittoria della stagione e al giro più veloce in gara, si aggiudica matematicamente il primo Campionato Mondiale Classe 500 della storia. Inoltre, è tuttora il più anziano campione del mondo della classe regina del motomondiale avendo conquistato il titolo a 37 anni e 341 giorni.
La 350 viene vinta ancora una volta dall'inglese Freddie Frith, autore anche del giro più veloce, che chiude così la stagione con cinque vittorie su cinque gare. Si tratta in realtà della sua sesta vittoria consecutiva in questa categoria se si considera anche il GP d'Europa FICM del 1948 (gara non iridata) disputatosi proprio a Clady.
Punteggio pieno (vittoria e giro veloce) anche per il primo classificato della 250, Maurice Cann, che raccoglie in questa occasione i suoi unici 11 punti in classifica generale.

## Classe 500
Su 27 piloti che si presentarono alla partenza in questa classe, ne vennero classificati 10; tra i ritirati Arciso Artesiani e Harold Daniell che avevano in tempi diversi capeggiato la classifica iridata.

### Arrivati al traguardo
| Pos. | Pilota             | Moto    | Tempo         | Punti |
| ---- | ------------------ | ------- | ------------- | ----- |
| 1    | Leslie Graham      | AJS     | 2h 34' 05,4"" | 10+1  |
| 2    | Artie Bell         | Norton  | + 1' 39,0"    | 8     |
| 3    | Nello Pagani       | Gilera  | + 1' 48,6"    | 7     |
| 4    | William Doran      | AJS     | + 1' 58,6"    | 6     |
| 5    | Jock West          | AJS     | + 2' 56,1"    | 5     |
| 6    | Cromie McCandless  | Norton  | + 14' 41,6    |       |
| 7    | Harry T. Turner    | Norton  |               |       |
| 8    | James Scott        | Triumph |               |       |
| 9    | Edward C. Nicholls | Triumph |               |       |
| 10   | Ernie Callaghan    | Triumph |               |       |

## Classe 350
22 piloti al traguardo.

### Arrivati al traguardo
| Pos. | Pilota         | Moto      | Tempo        | Punti |
| ---- | -------------- | --------- | ------------ | ----- |
| 1    | Freddie Frith  | Velocette | 2h 24' 34,8" | 10 +1 |
| 2    | Charlie Salt   | Velocette | + 0' 31,4"   | 8     |
| 3    | Reg Armstrong  | AJS       | + 0' 39,6"   | 7     |
| 4    | Eric McPherson | Velocette | + 0' 44,8"   | 6     |
| 5    | Franck Fry     | Velocette | + 0' 49,6"   | 5     |
| 6    | Dickie Dale    | AJS       |              |       |

## Classe 250
20 piloti alla partenza, 7 al traguardo.

### Arrivati al traguardo
| Pos. | Pilota          | Moto       | Tempo        | Punti |
| ---- | --------------- | ---------- | ------------ | ----- |
| 1    | Maurice Cann    | Moto Guzzi | 2h 28' 31,6" | 10+1  |
| 2    | Bruno Ruffo     | Moto Guzzi | + 2' 07,4"   | 8     |
| 3    | Ron Mead        | Norton     | + 7' 05,4"   | 7     |
| 4    | George Reeve    | Rudge      | + 11' 09,4"  | 6     |
| 5    | Douglas Beasley | Excelsior  | + 13' 43,9"  | 5     |
| 6    | Roland Pike     | Rudge      |              |       |